# Angkor Hospital for Children
Das Angkor Hospital for Children (AHC) ist eine Kindergesundheitsorganisation in Siem Reap in Kambodscha. Träger ist die Gesellschaft Friends Without a Border (FWAB). AHC hilft seit dem Jahr 1999 vielen Kindern dabei, die benötigte medizinische Versorgung zu erhalten.

## Geschichte
Zum Jahrtausendwechsel existieren nur wenige Krankenhäuser, um Kinder in Kambodscha zu behandeln. Die US-amerikanische Organisation Friends Without a Border hat daher das Angkor Hospital for Children aufgebaut. Es ist ein Kinderkrankenhaus, das die medizinische Grundversorgung der Kinder in der Umgegend von Angkor gewährleistet. Das Personal des Hospitals bestand bei seiner offiziellen Eröffnung im Jahr 1999 aus nur drei kambodschanischen Ärzten und zehn Krankenschwestern, zahlreichen medizinischen Freiwilligen aus der ganzen Welt – und einem Krankenhausbett. Im Jahr 2013 übertrug FWAB die Verwaltung des Krankenhauses an das lokale Management.

## Das Hospital
Das Angkor Hospital for Children ist das erste private, gemeinnützige Krankenhaus des Landes. Mit einem internationalen Team, bestehend aus Ärzten, Pflegern und Therapeuten, bietet das AHC ambulante und stationäre Behandlungen, Operationen, einen 24 Stunden Notfalldienst, zahnmedizinische Versorgung und auch Möglichkeiten zur Ausbildung für kambodschanische Ärzte und Pflegekräfte. Um den Standard der regionalen Gesundheitsversorgung anzuheben, wird auch Personal von benachbarten Hospitälern und Rehabilitationseinrichtungen innerhalb der Provinz geschult.